# Синь Синь
Синь Синь (кит. упр. 辛鑫 ; род. 6 ноября 1996, Шаньдун, Китай) — китайская пловчиха, чемпионка мира, член сборной Китая по плаванию. Участница летних Олимпийских игр 2012 и 2016 годов.

## Биография
В 2012 году приняла участие на летних Олимпийских играх в Лондоне. На дистанции 800 метров вольным стилем она показала 24-й результат.
Через четыре года на Олимпиаде в Рио-де-Жанейро, она выступала в открытом водоёме на дистанции 10 километров вольным стилем и приплыла 4-й, установив время 1 час 57 минут 14,4 секунды.
На чемпионате планеты 2019 года в корейском Кванджу во второй соревновательный день, на дистанции 10 километров, она пришла к финишу первой, опередив второго призёра на 0,9 секунды и завоевав титул чемпионки мира.